# 陳文輔
陳文輔（1467年—？），字以道，廣東廣州府番禺縣人，民籍，明朝政治人物。

## 生平
弘治二年（1489年）己酉科廣東鄉試第二名舉人。弘治三年（1490年）中式庚戌科會試第一百十七名，三甲第一百一十六名進士。官浙江台州府知府，正德六年（1511年）正月考察以不謹闲住。

## 家族
曾祖陳景昌；祖父陳俊；父陳秱，母朱氏。重庆下。